# Pierre Poisson (architecte)
Pierre Poisson (lat. Petrus Piscis) est un architecte du XIVe siècle.

## Biographie

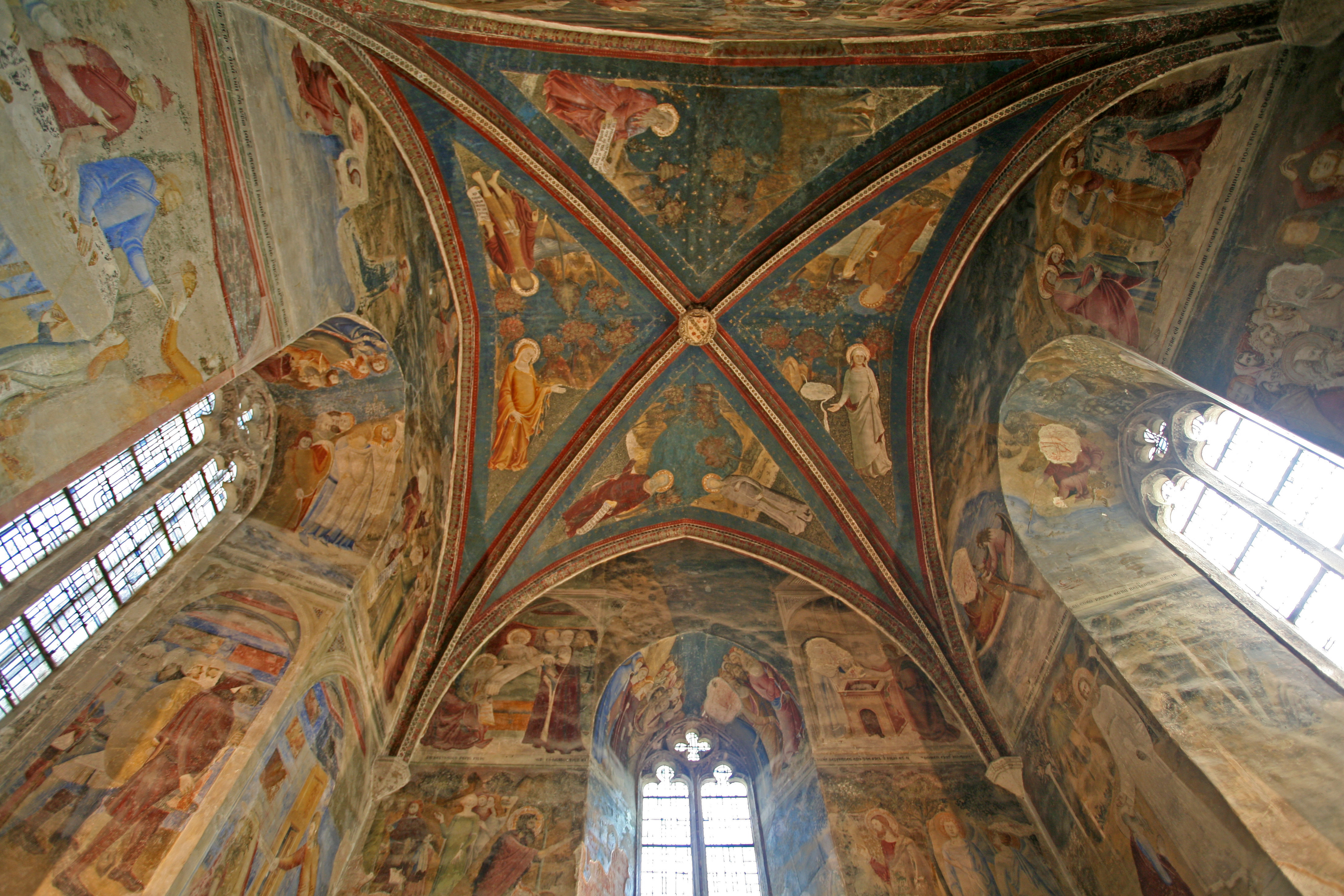
Plafond de la chapelle Saint-Jean

Pierre Poisson est né à Mirepoix dans le comté de Foix à la fin du XIIIe siècle. Il a un frère, Jean qui devient aussi architecte, et est envoyé par le pape en Italie pour restaurer plusieurs églises. 

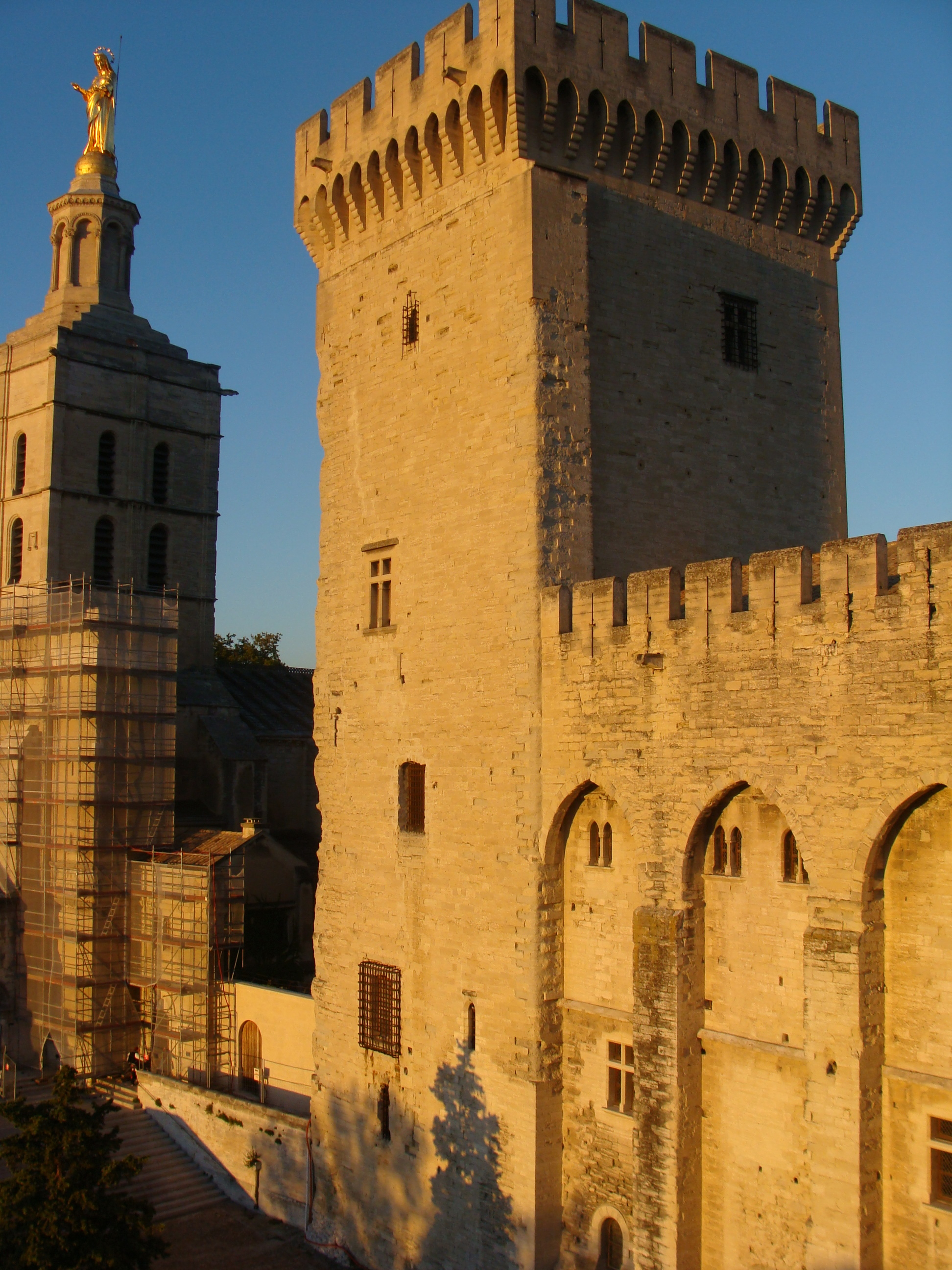
Tour de la Campane

Il succède à Guillaume Cucuron en tant qu'architecte du pape Benoit XII, également originaire de cette partie du comté de Foix. Il est l'un des principaux architectes, ou maîtres d'œuvre du palais des papes à Avignon de 1335 à 1342. Il fait bâtir, : 
- la tour Campane sur la face nord, près de la cathédrale Notre-Dame-des-Doms,
- une tour près de celle de Trouillas,
- la chapelle pontificale de Saint-Jean, qui remplace une chapelle plus ancienne, située au-dessous de la chapelle Saint-Martial,  accessible depuis le cloître. Ses fresques retracent l’histoire de Saint Jean-Baptiste et de Saint Jean l’évangéliste,
- les bâtiments de l'Aumônerie.

Le chantier du palais des papes est continué, après Pierre Poisson, par Pierre Obreri, puis Jean de Louvres sous Clément VI.  